# David Wachs
David Wachs (* 25. Juli 1980 in Palm Desert, Kalifornien) ist ein US-amerikanischer Filmschauspieler, Filmproduzent und Filmkomponist.

## Leben
David Wachs’ schauspielerische Karriere begann mit einer Nebenrolle in der Fernsehserie Emergency Room – Die Notaufnahme. Er spielte 2002 in der 184. Episode einen römischen Soldaten. Eine weitere Nebenrolle hatte er im Film Drake & Josh unterwegs nach Hollywood (2006).
Seine erste Hauptrolle hatte er 2009 in der Dramedy The Last Hurrah. 2017 übernahm er die Hauptrolle als Psychopath und Serienmörder im Film Ryde – Your Final Destination. Neben der Hauptrolle war er auch zusammen mit Scott Welch am Soundtrack des Films beteiligt. Außerdem produzierte er den Film mit.
Wachs ist Mitbegründer der Produktionsgesellschaft Toric Films.

## Filmografie
- 2002: Emergency Room – Die Notaufnahme (ER, 1 Folge)
- 2003: One Time Session (Kurzfilm)
- 2004: Saint Dog (Kurzfilm)
- 2005: Partners (Kurzfilm)
- 2005: Still Standing (2 Folgen)
- 2005: Drake & Josh (2 Folgen)
- 2007: The Jinn
- 2008: Hotel California
- 2008: The Kentucky Fried Horror Show
- 2009: The Last Hurrah
- 2015: In the Shadows (Fernsehserie)
- 2017: In the Shadows (Ryde) (auch Produktion und Filmmusik)
- 2020: Capone
- 2020: Among Us
- 2023: Malady (auch Produktion)